# Tian Thala
Tian Thala, auch Phagna Muong Chan oder Phrayā Meuang Chan genannt, (voller Thronname Somdet Brhat Chao Davaniasena Chandralaya Raja Sri Sadhana Kanayudha; * im 17. Jahrhundert; † 1696 in Luang Prabang) war 1694 oder 1695 für sechs Monate König des laotischen Königreichs Lan Xang.

## Leben
Tian Thala stammte aus einer adligen Familie, die keine Verbindungen zum Königshaus von Lan Xang hatte. Er stieg zunächst in der Verwaltung auf und wurde von König Sulinyavongsa (reg. 1638 bis 1694) mit dem Titel Phya Mueang Chandra (bzw. Phrayā Meuang Chan) zum wichtigsten Minister ernannt. Nach dessen Tod riss Tian Thala den Thron an sich und versuchte 1694 seine Position durch die Heirat mit der jüngsten Prinzessin, Chaofa Nying Suman Kumari oder Sumangala, zu stärken. Diese wies ihn jedoch ab und floh stattdessen nach Süden, wo sie als Begründerin des Königreichs Champasak gilt.
Tian Thala war beim Volk unbeliebt und auch der Adel erkannte seine Thronansprüche niemals an. Er wurde deshalb nach sechs Monaten an der Macht durch den Gouverneur von Nakhon (Phanom), Nantharat, abgelöst. Anderen Quellen zufolge war sein Nachfolger Prinz Ong Lo, der ältere Sohn von Prinzessin Sumangala, der erst 1698 von Nantharat abgelöst wurde. 1696 beging Tian Thala in Luang Prabang Selbstmord.